# コートラント (ニューヨーク州)
コートラント（Cortlandt）は、アメリカ合衆国ニューヨーク州のウェストチェスター郡にある町。
人口は4万2545人（2020年）。ニューヨークの北60キロメートル、ハドソン川東岸に位置している。町内にはブキャナン村とクロトン・オン・ハドソン村がある。ピークスキル市は別の自治体である。
コートラントは、17世紀この土地に入植し地主となったオランダ貴族の名字である。子孫は地域の名門となりニューヨーク市長などを務めた。地形は標高200メートル前後の丘陵地が広がり平地は少ない。ハドソン川沿いにメトロノース鉄道ハドソン線と国道9号線が通っており、町の人口の大半は西部に集中している。川の上流にベアー・マウンテン・ブリッジがあり、対岸のロックランド郡に渡ることができる。

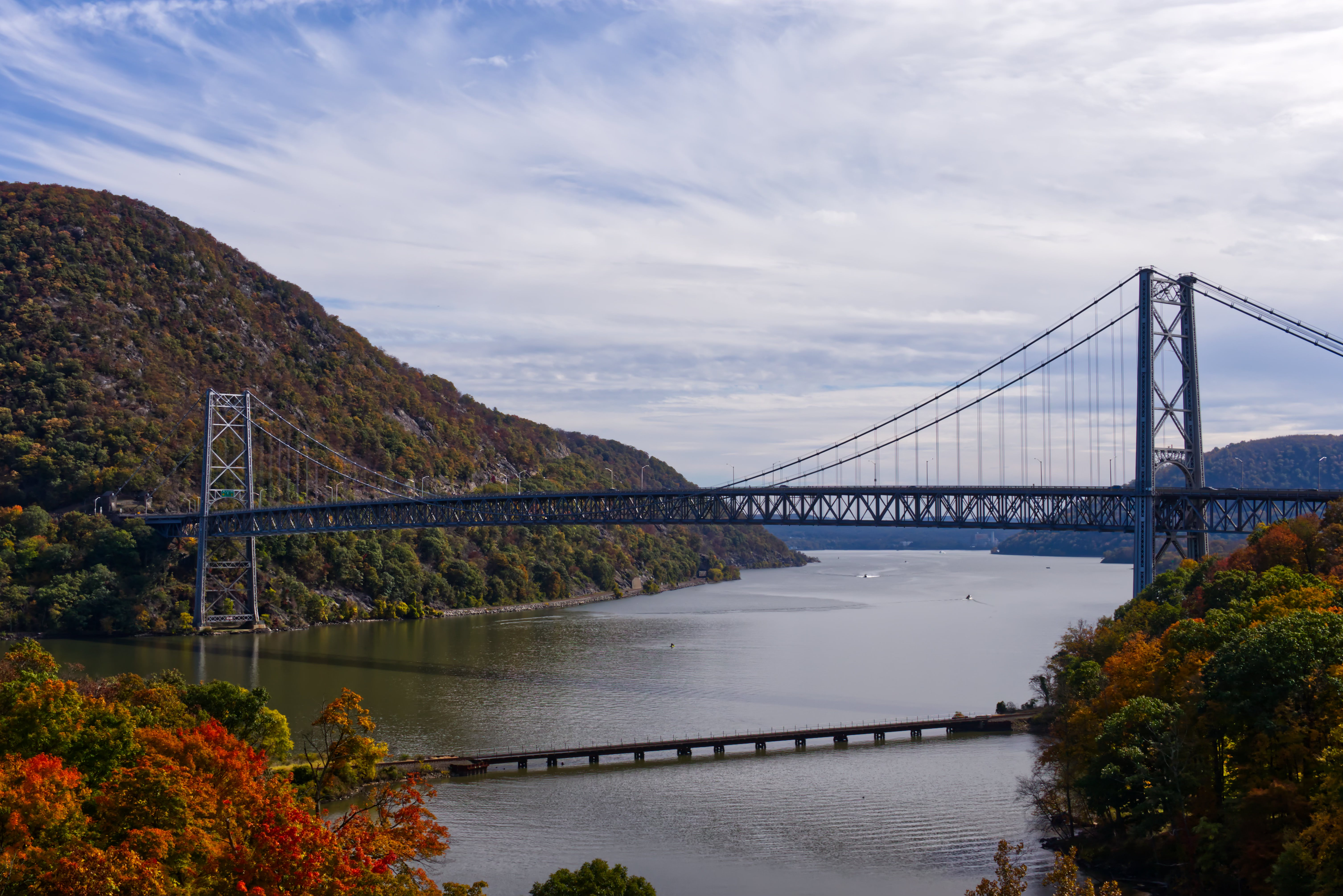
ベアー・マウンテン・ブリッジ